# Vytautas Kaminskas
Vytautas Kaminskas (* 8. Januar 1946 in Kaunas; † 9. November 2022 ebenda) war ein litauischer Informatiker.

## Leben
Nach dem Abitur 1963 an der 12. Mittelschule Kaunas studierte er von 1963 an der Vilniaus universitetas und danach absolvierte er 1968 das Studium der Automatik und Telemechanik am Kauno politechnikos institutas, 1972 promovierte in Leningrad am Elektrotechnikinstitut zum Thema „Dinaminių sistemų struktūros ir parametrų optimalaus identifikavimo teorija ir metodai“. 
Seit 1984 war er Professor. Von 1989 bis 1990 leitete er das Wissenschaftszentrum „Informatik“. Von 1990 bis 1996 war er Dekan der Fakultät für Informatik und Prorektor der VDU. Von  1996 bis 2006 war er Rektor. 

## Bibliografie
- Statistiniai metodai identifikuojant dinamines sistemas, mit A. Nemura, 1975 m., russisch
- Vibracija technikoje, mit anderen, 1981 m., russisch
- Dinaminių sistemų identifikavimas panaudojant diskretinius stebėjimus, d. 1, 1982 m., d. 2, 1985 m., russisch
- Vytauto Didžiojo universitetas: mokslas ir visuomenė 1922–2002, mit anderen, 2002 m., litauisch

## Quelle
- CV

| Personendaten    | Personendaten                                   |
| ---------------- | ----------------------------------------------- |
| NAME             | Kaminskas, Vytautas                             |
| KURZBESCHREIBUNG | litauischer Wissenschaftler und Hochschullehrer |
| GEBURTSDATUM     | 8. Januar 1946                                  |
| GEBURTSORT       | Kaunas                                          |
| STERBEDATUM      | 9. November 2022                                |
| STERBEORT        | Kaunas                                          |